# Monument des Droits de l’Homme
Das Monument des Droits de l’Homme et du citoyen („Monument der Menschen- und Bürgerrechte“) ist ein kleines tempelartiges und skulpturenbesetztes Bauwerk im Zentrum der französischen Hauptstadt Paris.

## Lage
Das Monument befindet sich im 7. Arrondissement von Paris ca. 600 m (Fußweg) südöstlich des Eiffelturms auf einer Verkehrsinsel der Av. Charles Risler auf dem Champ de Mars („Marsfeld“).

## Geschichte
Der Bau wurde zur Erinnerung an den 200-jährigen Jahrestag des Beginns der Französischen Revolution und während der Amtszeiten von François Mitterrand als Staatspräsident und Jacques Chirac als Bürgermeister von Paris im Jahr 1989 fertiggestellt. Architekt war der im Jahr 1931 geborene Franzose Michel Jantzen; für die Außengestaltung verantwortlich war der in Mähren geborene, aber in Frankreich lebende Zeichner und Bildhauer Ivan Theimer. Es herrscht jedoch insgesamt die Überzeugung vor, dass François Mitterrand in nicht unerheblichem Maß für die eklektizistische und teilweise esoterisch anmutende Gestaltung des Bauwerks mitverantwortlich war.

## Architektur
Der Grundriss des sich nach oben leicht verjüngenden Gebäudes ist quadratisch mit Seitenlängen von etwa 3,80 m; das einflügelige und von zwei Säulen flankierte bronzene Eingangsportal befindet sich auf der Nordostseite. Der obere Teil ist mit verstreuten architektonischen Ziermotiven versehen. Das Innere des Bauwerks ist im Gegensatz zum Äußeren achteckig und leer sowie weitgehend fenster- und schmucklos. Lediglich über dem Eingangsportal befindet sich ein kleines Rundfenster; der Bau wird jedoch hauptsächlich über ein in der nach innen abgestuften Decke befindliches Opaion belichtet.

Bauwerk bei Nacht
Seitenansicht mit Obelisken
Rückseite mit Figuren und Obelisken
Innenraum mit Opaion
Eingangstür mit Figuren- und Schriftreliefs
Reliefplatte (Detail)

## Ausstattung
Neben den beiden (die Frau wird überdies noch von einem Kind begleitet) auf runden Steinsockeln stehenden leicht überlebensgroßen Bronzefiguren gibt es zwei runde Kessel mit abnehmbarem Deckeln sowie zwei schlanke bronzene Obelisken (beide mit viereckigem Querschnitt, aber einer übereck gestellt) mit zahlreichen symbolischen oder esoterischen Reliefs und Schrifttafeln, darunter eine mit dem Text der Menschen- und Bürgerrechte.